# Cheikh Lô
Cheikh N'Digel Lô é um músico senegalês.

## Primeiros anos
Nasceu no final da década de 1950 filho de pais senegaleses na cidade de Bobo Diulasso em Burkina Faso e começou a tocar bateria e cantar ainda jovem.

## Carreira

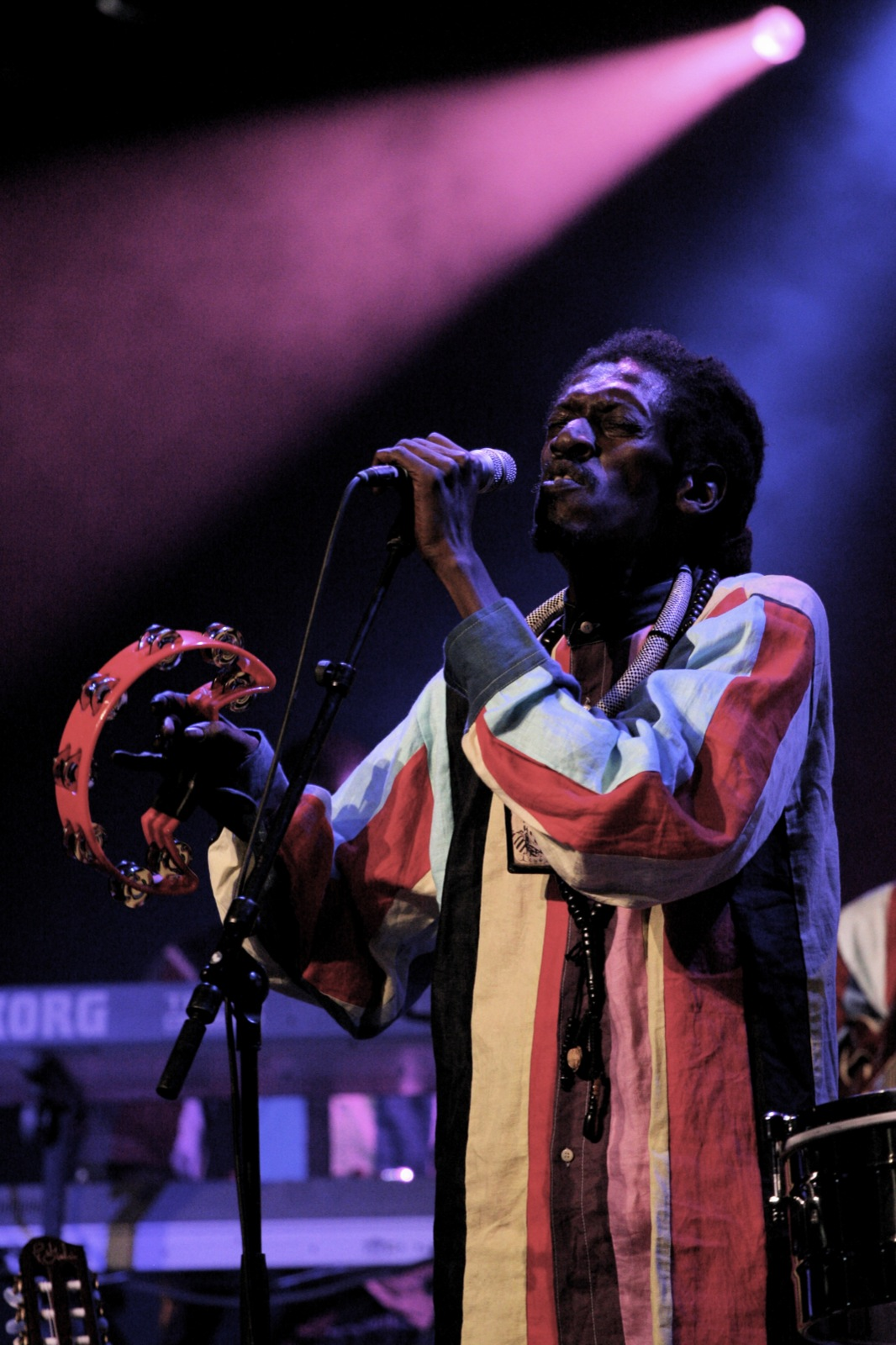
Cheikh N'Digel Lô.

Entrou para Orchestre Volta Jazz, uma banda que tocava música popular cubana e congolesa, assim como música tradicional burquinabê. Lô se mudou para o Senegal em 1978, tocando em várias bandas de mbalax. Naquela época, a música do Zaire estava em alta, o makossa dos Camarões vinha forte e o reggae da Jamaica tinha entrado nas rádios; Lô absorveu todos esses estilos. Em 1985 estava tocando violão com vários músicos franceses e marfinenses, o que o levou a gravar material em Paris em 1987. Após sua banda se dissolver, Lô permaneceu em Paris como músico de estúdio, desenvolvendo sua própria sonoridade, descrita como uma mistura de influências do mbalax, do reggae e do soukous. Passava a maior parte do tempo em estúdios de gravação e tentava tirar o maior proveito possível. Seus contatos casuais com o cantor progressista mais bem-sucedido do Zaire, Papa Wemba, foram especialmente memoráveis. "Eu era percussionista. Então quando aparecia um grupo que não tinha percussionista, eu tocava com eles. O percussionista do Papa Wemba também era empresário, então quando ele não podia comparecer, eu estava lá. Ele vem da linha do Tabu Ley, e quando eu era jovem, eu escutava muito Tabu Ley."
Em 1995, Youssou N'Dour se ofereceu para produzir o primeiro álbum de Lô, Ne La Thiass, que se tornou um sucesso mundial.
Em 2000, Lô cantou junto com Ibrahim Ferrer em "Choco's Guajira", do álbum Chanchullo do pianista cubano Rubén González.
Em 2002, apareceu em duas faixas do álbum da Red Hot Organization em homenagem a Fela Kuti, Red Hot and Riot. Ele colaborou com Les Nubians e Manu Dibango em uma das faixas, "Shakara / Lady (Part Two)".

## Vida pessoal
Lô é membro do Baye Fall, um movimento dentro da Irmandade Mouride da ordem sufista do islã. Como tal, ele usa dreadlocks, que são parte dos costumes da ordem. A influência do reggae em sua música, junto com seus dreadlocks, frequentemente leva à interpretação errônea de que ele é adepto do rastafarianismo.

## Discografia
- Ne La Thiass (1996)
- Bambay Gueej (1999)
- Lamp Fall (2005)
- Jamm (2010)
- Balbalou (2015)